# 刁蠻俏御醫
《刁蠻俏御醫》（原名：皇家娇医），是一部中國大陸電視連續劇，上海新文化传媒投资集团有限公司制作，由韓國影星張娜拉、泰國偶像藝人TAE與中國大陸最近頗受矚目的新人演員蔡蝶主演的一齣改編自中國歷史明朝的古裝喜劇。李菁菁和何赛飞两位实力派老戏骨也倾情加盟，高昊继续延续《活佛济公》的搞笑路线，和张娜拉将在剧中扮演一对欢喜冤家。2010年9月8日-11月19日在浙江横店影视城拍摄。
本剧讲述了一个向精通针灸术的父亲偷学技艺的蹩脚针灸师，在学习正统医术过程中经历的困难和逆境。
中視於2011年6月29日起週一至週五每晚8點首播播出。2012年1月23日起在江西卫视、河南卫视、湖北卫视、东南卫视同步播出。

## 播出時間

### 地面频道
| 頻道               | 所在地 | 播放日期         | 播出時間           |
| ------------------ | ------ | ---------------- | ------------------ |
| 沈阳电视台综合频道 | 中国   | 2011年7月8日起   | 下午13:36 每日三集 |
| 湖南经视           | 中国   | 2011年7月13日起  | 上午07:15 每日四集 |
| 河北电视台都市频道 | 中国   | 2011年7月15日起  | 晚上19:10 每日三集 |
| 山东电视台齐鲁频道 | 中国   | 2011年7月21日起  | 晚上21:50          |
| 东莞电视台公共频道 | 中国   | 2011年7月23日起  | 晚上18:30 每日三集 |
| 上海东方电影频道   | 中国   | 2011年7月26日起  | 晚上19:00 每日三集 |
| 中国教育电视台三套 | 中国   | 2011年7月29日起  | 晚上19:39 每日两集 |
| 江苏电视台综艺频道 | 中国   | 2011年8月2日起晚 | 上19:35 每日两集   |

### 中国上星及海外频道
| 頻道                                | 所在地   | 播放日期        | 播出時間             |
| ----------------------------------- | -------- | --------------- | -------------------- |
| 中視                                | 臺灣     | 2011年6月29日起 | 週一至週五           |
| 中華TV                              |          | 2011年8月1日起  | 晚上22:00 周一到周五 |
| 东南卫视/湖北卫视 河南卫视/江西卫视 | 中国大陆 | 2012年1月23日起 |                      |

## 劇情
明朝中葉，皇帝朱曆（TAE飾）登基後處處為太后所控制，一心想振作朝綱的他微服私訪來到民間，巧遇女扮男裝的“小华佗”何天心（張娜拉飾），兩人一見如故。天心不知朱曆真實身份，在他面前大罵當朝天子的昏庸無能，朱曆反被天心的率直所打動。不久，東門總管太監李保川家中失竊，這一切正是俠盗“黑蝙蝠”張哲三（高昊飾）所為。李保川愜查此事，没想到哲三却陰差陽錯地被任命為捉拿竊贼的首領。 　　
自此朱曆與天心、哲三三人結為兄弟，一同對抗包括吏部尚書趙甫嵩、大太監李保川在内的朝中的勢力。最终在三人的帮助下，朱历战胜了各股恶势力，天心也解开了自己的身世之谜。发现了彼此真实身份的天心和朱曆相爱了，朱曆有意封天心為皇后，但天心卻想留在民間，懸壺濟世。雖然兩人相隔兩地，卻永遠心心相印。

### 主要演員
| 演員   | 角色   | 劇情 | 登場集數           |
| 張娜拉 | 何天心 | 暱稱小天、何太醫、何大人、老大，三結義之老么，女扮男裝進入太醫院實習，並成立護理站，懂得針灸和藥材，喜歡朱曆，曾被趙湘凝暗戀，後來進入皇宮當宮女，與莫苡柔結為姊妹，後反目，經常遭苡柔陷害，好幾次因為某些原因要被處斬，但因為朱曆、張哲三、趙湘凝和何大娘等人的幫助得以化險為夷，並且收了苡柔的丫環陵春做徒弟，針灸是自小摸索學習出來的，擁有自小練習針灸的娃娃，捨不得丟，並且被朱曆發現她的布娃娃裡面有太后的生辰八字，在張哲三的身分曝光後，與朱曆發生誤會並吵架，接著便發現朱曆和苡柔衣衫不整的倒在一起，心裡大為震驚，後來被馬大人的密探跟蹤，與朱曆、張哲三和趙湘凝聯手制伏了密探和殺手，順便還找出了馬大人的陰謀，馬大人供出了幕後黑手是趙太師，不過她卻被苡柔陷害，在她的藥櫃發現了毒草，並且被苡柔要求入住儲秀宮，不得其命令不准出宮，被苡柔說的黑玉香激發好奇心，從皇上那裏拿到黑玉香後效法神農嘗百草而昏倒，但也因為黑玉香而著迷，決定研究黑玉香的藥性並研發新藥，不過因為黑玉香的藥性過於強烈，使得她精神恍惚，被苡柔逼著喝下加有黑玉香的參湯，並且被苡柔的丫環沒收了針灸用的針，受盡了折磨，不過幸好自己還藏了一根備用的針，使自己不至於死亡，但卻被苡柔發現，而被加重折磨，知道自己是苡柔的心頭大患後，冒險爬窗出去想到御書房找皇上求救，不過還是被苡柔發現並抓回儲秀宮，受盡更重的折磨，後來被張哲三救走，並且得太后恩准再度回太醫院實習，不過回到太醫院的生活依然處處受到苡柔等人的欺負，和張哲三到藏書閣借書時意外發現了和自己身世有關的東西，後來經由太醫院的穩婆得知楚弘就是自己的親生父親，也因為這件事讓她和何大娘被錦衣衛追殺，知道自己的真實身分後決定替自己的親生父親平反，到刑部告狀，並且被李保川等人抓起來關入監獄，在獄中和朱曆一起研究醫書序文的秘密，沒想到竟然意外找出重要證據，後來因為全力搶救湘凝使得太師對她改觀，不過之後被苡柔陷害中了蛇毒，差點把命丟了，卻也造成陵春間接死亡，也才知道苡柔的真面目，發誓要和朱曆一起找出真相為陵春報仇，父親的死因真相大白後，決定返鄉一陣子，後來因為太后頭痛發作而回宮，並冒險用黑玉香一試，順利的幫太后根治了頭痛，並被太后欽定為皇后，不過在思量之下還是決定要回鄉義診，跟著張哲三、湘凝一起行善救人。 | 全劇               |
| TAE    | 朱曆   | 暱稱皇上、大哥，三結義之大哥，當朝皇帝，被太后、太師和大太監李保川所控制，曾聲稱自己是翰林院的人負責為皇帝做事，後向何天心坦承自己的身分，最後也喜歡上天心，雖然之中發生了爭執，曾經受苡柔迷惑吃了春藥，並且與她魚水之歡，心理念念不忘的還是天心，很不喜歡苡柔，卻因為太后的旨意而無可奈何，而且苡柔假懷孕事件還被蒙在鼓裡，什麼都不知道，也因為天心是他和張哲三的結拜妹妹，故而兩人都很照顧她，只是因為自己是皇上比較忙，又礙於太后和李保川及苡柔之間，因此常常被張哲三誤會，兩人曾經有心結後解開，在錦衣衛追捕何天心的過程中意外撿到楚弘的著作，決定問清楚天心的真實身分，並且也因為天心的告御狀，才看清太師和李保川的真面目，和天心一起研究醫書序文秘密，沒想到竟然意外找出重要的證據，後來發現太師臨死前留下的重要遺物，抓到李保川的把柄，不過苡柔陷害天心一事仍然不相信，為抓住李保川而選擇用計將自己假放倒，其實見到李保川來的時候立刻派埋伏的兵抓住了他，並且證明了楚弘等人的清白，也追封了十二名太醫的官銜，知道苡柔假懷孕後非常震怒，一方面也對太后的病非常擔心，最後因為天心救了太后一命打算立天心為皇后，卻被婉拒，從此二人各在一方卻心心相印。 | 全劇               |
| 高昊   | 張哲三 | 暱稱小三、小三子、二哥、二弟、三哥，三結義之二哥，原為地方飛賊，卻誤闖淨身房，成為唯一沒有被淨身的太監，後被朱曆看中坐上了貼身太監，武功高強，與朱曆、何天心三人聯手抽絲剝繭，找出太師和李保川背後的勢力並剷除，最先知道天心的女子身分，故而喜歡上她。最常把給二哥樂一個掛在嘴上，因為天心與皇上常常在一起而吃醋，經常捉弄湘凝，把湘凝掛在懸崖上，被她拿來當奴才，常常被湘凝整。與趙湘凝跌入井內，這才漸漸和湘凝關係變好，而且假太監的身分也曝光了，且害得朱曆和天心發生了誤會，被判十年充軍，並削去官職，在往充軍的路上與官兵打鬥受了重傷，被湘凝救走並且受到很好的照顧，身體漸漸好轉，後來和天心與皇上聯手找出刑部尚書馬大人的陰謀，因為趙太師的關係讓湘凝和他發生了誤會，並且決定先離開皇宮一陣子，後來回到皇宮看情況時，太后剛好也被蜘蛛咬到，於是便不顧眾人救出了太后，並且親自送到太醫院，不過又被侍衛抓住關入監獄，因為救出太后有功，被太后保釋，並且封為宮廷侍衛親軍，最近正在查有關天心的藥圃被毒的事，為了想見天心，卻無奈於宮廷規矩，和皇上意見不合，差點兄弟失和，很不相信天心染上藥癮，決心自己去儲秀宮查清楚，並且救走天心，對皇上如此不在意天心的感受而不滿，湘凝對他間接告白卻不領情，對於感情事是丈二金剛摸不著頭腦，現在仍然因為天心的事和皇上有心結，知道大娘為救天心而受傷，出於義氣和天心還有湘凝一起照顧大娘，在往宮內抓藥時不慎被抓，並且在獄中受到嚴刑逼供，後被皇上保住性命，並且因為湘凝的請求使得他被太師保釋，後來又被太師重新抓回去，也誤會了湘凝，和小石頭是忘年交，因為小石頭的死決定要幫他報仇，到太師府欲殺太師報仇，沒想到卻誤傷湘凝，後來明白湘凝對自己的心意，也漸漸的愛上湘凝，後來受湘凝所託保護太師，在小石頭的墳前當場指責太師的不是，使太師被他屈打成招，決定要向皇上坦承當年的事，太師心臟病過世、李保川被充軍後決定要向湘凝坦承真相，並且讓湘凝振作起來，後來跟隨湘凝和天心行善救人。 | 全劇               |
| 蔡蝶   | 趙湘凝 | 暱稱章魚妹、小姐，太師趙甫嵩之女，刁蠻任性，遭天心襲胸後，對天心又愛又恨，發誓一定要將天心追到手，因此整天都跟在天心身旁，趕也趕不走！最後也知道天心女子的身分，化愛情為友情，陪同太師進宮服侍太后，經常受到張哲三捉弄，甚至被他掛在懸崖上，一怒之下把張哲三拿來當奴才養，後來失手和張哲三一起跌入井內，在井底和張哲三的關係漸漸變好，並發現張哲三根本就不是太監，發現受了重傷的哲三並救走他，在她細心照料下張哲三漸漸好轉，在密探和殺手來殺張哲三時，與天心聯手制伏了殺手和密探，但是她卻怎樣都不肯相信幕後黑手就是趙太師，決心回家問個清楚，並且經常偷偷回張哲三家，幫忙修整了他老家和做飯給他吃，因為張哲三的關係和太師的關係非常緊張，後來幫助張哲三拖住苡柔他們，使張哲三能夠救出天心，最近因為禮部尚書來提親的事感到非常不滿，決心對張哲三間接表白心意，不過張哲三卻不領情，為了逃婚決定離家出走，女扮男裝和張哲三一起照顧受傷的大娘，並且敢為了張哲三而差點跟太師撕破臉，因為誤信太師的真話，找到張哲三後卻讓太師抓住張哲三，使自己被張哲三誤會，張哲三來報小石頭的仇時，為保自己的父親而被張哲三打傷，所幸被天心所救而幸無大礙，於第37集失去父親，身心大受打擊的她因為張哲三的勸說而重新振作，並且跟著張哲三和天心到處行善救人。 | 1-16、23-33、35-38 |

### 其他演員
| 演員   | 角色   | 劇情 | 登場集數                             |
| 郭珍霓 | 莫苡柔 | 稱謂莫宮正(丫環小太監)、莫大人(丫環小太監)、好閨女(李保川)、娘娘(翠環及宮女)、貴妃娘娘(李保川)原為宮正，正在為將來做皇后而努力，拉攏李保川並認其做義父，後來被皇上納為貴妃，很識大體，城府極深，與天心結為姊妹，但背地裡卻陷害天心，為個人利益而不擇手段，甚至以紮小人的鬼神詛咒借太后之手陷害天心，之後又在皇上的酒內下春藥，逼皇上和自己親熱，剛好被天心看見，於26集封妃，但是還不滿足，決定要打敗其他競爭者，當上皇后的位置，封妃的第一晚未被皇上臨幸，故而性格大變，決定無論如何都要留住皇上的心，認為一切都是天心害的，暗自有除掉天心的打算，為了陷害天心，唆使丫環將錯誤的草藥放入天心的藥櫃，讓太后誤吃了毒藥，將所有錯推到天心身上，要天心入住儲秀宮，實際上卻要軟禁她，慢慢的折磨她，天心偷跑出宮而非常震怒，知道天心有要被皇上封為妃子，對天心也就更加恨之入骨了，打算利用暹羅進貢的黑玉香除掉天心，並且斷了天心和她母親的聯絡，還逼著天心喝下了加入黑玉香的參湯，並且沒收了她針灸用的針，讓天心受盡折磨，並且還找各種機會讓皇上和自己肢體接觸，企圖讓皇上愛上自己，發現天心沒被弄死，決定加重藥量，使天心能死得更快，並且直接跟她攤平和她交友的目的，後來被皇上懷疑是自己用黑玉香折磨天心，使得她的地位有些下滑，決定要讓自己假懷孕，但李保川的行徑她是知道的，所以總是想找各種機會推託李保川要她做的事，但李保川總能找到各種理由威脅她，因此對李保川越來越不滿，接著又聽從翠環的建議要以蛇毒來害天心，後來事跡敗露，被皇上質詢時將錯全推到李保川身上，知道東窗事發後，用毒酒假自盡，讓李保川完全沒了可利用對象，後來在李保川臨死前向李保川說出了真相，使李保川到死之前才看清她的真面目，並且到最後還是不放過天心，決定將毒藥塗在書本上想害死天心，但她假懷孕一事還是被皇上知道了，自己做出的醜陋事也被皇上知道了，大大的失去皇上的信任，知道天心要被立為皇后，在儲秀宮發瘋了。 | 15-31、33-38                         |
| 王崗   | 趙甫嵩 | 當朝太師，湘凝之父，將政權掌握在手並和李保川聯手，似乎不給皇帝機會，與李保川是死對頭，現在正為了趙湘凝的事情生氣，因為湘凝離家出走再加上被找出自己派人殺張哲三的證據而和女兒大吵一架，為了怕自己的壞名聲敗露，決定除掉張哲三，在發現楚弘的醫書後，懷疑天心的身分，下令抓捕天心和大娘。何天心告御狀後讓他和李保川失去皇上對他們的信任，最近因為釋放張哲三這事情與李保川翻臉，並且差點心臟病發，接著為了要抓張哲三，表面上答應湘凝風波過後決定告老還鄉，實際上是要到小石頭的住處抓人，當張哲三攻進太師府時，因為湘凝捨命救他而保住性命，後來天心不記恨的搶救湘凝，使得他對天心改觀，因為當年和李保川一起殺了先皇而良心不安，和李保川的關係也漸行漸遠，決定要跟李保川劃清界線，雖然表面上原諒天心，但還是對張哲三有成見，被張哲三屈打成招，決定坦承真相，並且決定風波過後告老還鄉，不過卻因為心臟病嚴重發作，被李保川逮到機會害死，於第37集去世，臨死前留給皇上一件重要的遺物，也讓皇上抓到了李保川的把柄。 | 4、7-14、22-25、29、32-37            |
| 海波   | 李保川 | 大太監，口頭禪:有點意思.....，收莫苡柔為義女，因為有太后撐腰故而不把皇帝放在眼裡，與趙甫嵩是死對頭，聯合苡柔陷害天心，因為太后的佛珠斷裂，下令搜查皇宮所有房間尋找違禁品，後來得知張哲三是假太監，非常震怒，下令將張哲三充軍十年並削去官職，慫恿苡柔給皇上吃春藥，為她的后妃之路鋪路，後來太后被蜘蛛咬了，正四處尋找太醫，並且加油添醋的加深苡柔對天心的恨，讓苡柔不得不思索要如何除掉天心，後來幫著苡柔製造假懷孕事件，接著又和太師密謀商量如何除掉張哲三，在發現楚弘的醫書後，懷疑天心的身分，聯合太師抓捕天心和大娘，並且在獄中嚴刑逼供張哲三說出何天心的下落，二十年前就是他和太師將楚弘一家滿門抄斬，除了何天心，因此下令斬何天心，不過被皇上阻攔，幾次未能如願，何天心告御狀後讓他和太師失去皇上對他們的信任，於是決定繼續利用苡柔來除掉何天心，並不是真的要和苡柔結為義父女，因為太師釋放張哲三而和太師撕破臉，為了不讓皇上一行人查到自己身上，下令將剩下的醫書殘本燒毀，但其實是假的，真的還在張哲三手上，已經開始懷疑苡柔對自己的關係，拉攏苡柔的宮女翠環作為他的眼線，因為湘凝被傷一事而讓太師和他之間產生嫌隙，因為太師要向皇上坦承真相，一氣之下便掐死太師，後來因為太師留的遺物被皇上抓到了把柄，苡柔假死了以後更是無法逃脫嫌疑，後來企圖行刺皇上被抓到，在太后一再逼問下坦承了事實，被判充軍二十年，後來服毒自盡。 | 1-28、30-38                          |
| 何賽飛 | 太后   | 朱曆之母，實際上是她和李保川聯手掌權，使得朱曆親政都如坐針氈，並屬意將國舅之女雲鶯嫁給朱曆，有頭疼的毛病，後被天心治好，因為雲鶯的死而難過，在盛怒之下要將小天處死，並以朱曆的皇位作為要脅，逼朱曆找出兇手，擁有私人佛堂，虔誠篤信佛教，很相信鬼神之說，經常誤會天心將她送上死路，知道張哲三的身分後非常震怒，知道苡柔和皇上的事之後，屬意將苡柔和皇上撮合在一起，立苡柔為妃，在參拜佛祖時不小心被蜘蛛咬了昏過去，被張哲三救走，由於張哲三救駕有功，故而保釋張哲三，封其為宮廷侍衛親軍，很寵愛苡柔，並且聽從其建議，下旨要天心關了醫護站，進住儲秀宮，知道皇上只在意天心而冷落苡柔後，非常的生氣，要求皇上一定要和苡柔過夜。直到以柔懷胎為止，知道何天心的真實身分後，完全不顧皇上的顏面，決定無論如何都要讓天心死於非命，為保先皇顏面，不過自己也因為先皇的死因而良心不安，決定要皇上查清楚，知道是李保川企圖要行刺皇上時大受打擊，並且從李保川的口中得知先帝要廢后廢太子後，身心大受打擊，身體也承受不住了，李保川死後她的頭痛發作得更厲害了，接著聽從冷太醫和天心的建議，冒險做腦部開刀手術根治頭痛，因為天心一次又一次的救了她而深深被打動，決定立天心為皇后，並賜給天心珍藏已久的鐲子。 | 5-27、30-31、34、37-38               |
| 李菁菁 | 何大娘 | 天心之母，市集上負責賣豬肉的，表面上經常指責天心的不是，私底下卻非常愛護女兒天心，與冷太醫私交甚篤，得知女兒天心要被處斬，奮不顧身救法場，被太師押入大牢，獲皇上保釋而出獄，很在意天心的婚姻大事，正在為她物色新郎倌，知道天心在宮中再待下去會有危險，勸天心辭官回家，對於天心真正的身分卻始終不敢透露，但是天心還是自己查過，知道紙終究是包不住火，決定向天心坦承此事，並且也表明自己曾經是皇宮的廚娘，為救天心而受傷，楚弘一案真相大白後帶著天心認祖歸宗。 | 1-18、22-23、25-26、30-35、38        |
| 王道   | 冷泉   | 太醫院的首席御醫，很討厭天心，在天心進入太醫院就讀的第一天就罰她去掃地做雜務，與天心母親是舊相識，後來看在何大娘的份上，私底下關注天心，並且還託皇上送天心黑玉香的解藥，後來被李保川陷害，讓他不得不說苡柔有懷孕，當天心提到太醫院裡的老同行楚弘時卻避而不談，最近因為天心的案子而幫皇上校閱九針品繪經要，後來與皇上和苡柔合演一齣苡柔假死戲好抓住李保川，到最後因為實在受不了良心譴責，決定向皇上說出苡柔未懷胎的訊息，最後更是帶著天心搶救太后。 | 1-5、16、18-22、27、30-32、34-35、38 |

## 收視率

### 每週首播平均收視率
| 播映日期                | 週數     | 平均收視率 | 排名 | 集數  | 備註                       |
| ----------------------- | -------- | ---------- | ---- | ----- | -------------------------- |
| 2011年6月29日－07月1日  | 1        | 1.52       | 3    | 1-3   | 於《又見白娘子》結局後接檔 |
| 2011年7月4日－07月8日   | 2        | 1.68       | 3    | 4-8   |                            |
| 2011年7月11日－07月15日 | 3        | 1.60       | 3    | 9-13  |                            |
| 2011年7月18日－07月22日 | 4        | 1.92       | 4    | 14-18 |                            |
| 平均收視                | 平均收視 | 1.68       | -    | -     | -                          |

- 同時段節目：
  - 三立台灣台《家和萬事興》
  - 民視《夜市人生／父與子》
  - 台視：
    - 週一～四《姊妹》
    - 週五《百萬小學堂》

  - 華視《艋舺燿輝》
  - 大愛《美味人生》
- 由AGB尼爾森調查，調查範圍是四歲以上收看電視之觀眾。
- 資料來源：中時娛樂、凱絡媒體週報

## 電視劇歌曲
| 曲序 | 曲目                 | 演唱         |
| ---- | -------------------- | ------------ |
| 1.   | 救人哪（片头曲）     | 張娜拉       |
| 2.   | 讓心去流浪（片尾曲） | 高昊、張娜拉 |
| 3.   | 流星問月（插曲）     | 高昊         |

## 外部連結
- 《刁蠻俏御醫》Facebook
- 《띠아오만어의》中華TV網頁 （页面存档备份，存于）

## 節目的變遷
| 中視 星期一至星期五20:00~22:00           | 中視 星期一至星期五20:00~22:00         | 中視 星期一至星期五20:00~22:00       |
| ---------------------------------------- | -------------------------------------- | ------------------------------------ |
|                                          | 刁蠻俏御醫 （2011.06.29 - 2011.07.22） |                                      |
| 又見白娘子 （2011.06.07 - 2011.06.29）   | 水滸傳 （2011.07.25 - 2011.09.21）     |                                      |
| 江西卫视 首选剧场 每天 19：30-21：15     |                                        |                                      |
| 我的娜塔莎 （2012.01.21 - 2012.01.22）   | 刁蛮俏御医 （2012.01.23 - 2012.02.10） | 西施秘史 （2012.02.11 - 2012.02.29） |
| 湖北卫视 长江剧场 每天 19：30-21：15     |                                        |                                      |
| 你是我的幸福 （2011.12.24 - 2012.01.22） | 刁蛮俏御医 （2012.01.23 - 2012.02.10） | 西施秘史 （2012.02.11 - 2012.02.29） |
| 河南卫视 星光剧场 每天 19：30-21：15     |                                        |                                      |
| 我的娜塔莎 （2012.01.21 - 2012.01.22）   | 刁蛮俏御医 （2012.01.23 - 2012.02.10） | 我的老爹 （2012.02.11 - 2012.02.29） |

| 中華TV 週一至週五 23:00~01:00(兩集) | 中華TV 週一至週五 23:00~01:00(兩集)                            | 中華TV 週一至週五 23:00~01:00(兩集) |
| ----------------------------------- | -------------------------------------------------------------- | ----------------------------------- |
|                                     | 刁蠻俏御醫 (2011.08.01 - 09.23)                                |                                     |
| —                                   | 孔子 (2011.09.26 - 11.11) 書劍恩仇錄 (2011.11.14 - 2012.01.06) |                                     |